# Зајачко Село
Зајачко Село је насељено место у саставу града Озља у Карловачкој жупанији, Хрватска. До територијалне реорганизације у Хрватској налазило се у саставу старе општине Озаљ.

## Становништво
На попису становништва 2011. године, Зајачко Село је имало 164 становника.

## Попис1991.
На попису становништва 1991. године, насељено место Зајачко Село је имало 211 становника, следећег националног састава:
| Попис 1991.‍  | Попис 1991.‍  | Попис 1991.‍ | Попис 1991.‍ | Попис 1991.‍ |
| ------------ | ------------ | ----------- | ----------- | ----------- |
|              |              |             |             |             |
| Хрвати       | Хрвати       |             | 207         | 98,10%      |
| Пољаци       | Пољаци       |             | 1           | 0,47%       |
| неопредељени | неопредељени |             | 3           | 1,42%       |
| укупно: 211  |              |             |             |             |